# -trup
Das Suffix -trup (z. T. von -rut[e]) als Bestandteil von Ortsnamen steht für Dorf. Es gehört damit allgemein zu den Endungen für Dorf mit -dorf, -torf, -troff, -druf, -druff, niederdt. -dorp, -dörp, -torp, -trop, -trup, -rup, dän. -torf, -torp, -trup, -rup, vgl. engl. -thorp. Es bezeichnet damit allgemein eine bäuerliche Siedlung. Die südlichsten Ausläufer des sächsisch-westfälischen -trop sind wohl Finnentrop und Herrntrop im Kreis Olpe. Zahlreiche Ortschaften mit Thorpe oder Thrupp in England gehen auf angelsächsische Besiedlung zurück. 

## Beispiele

### Deutschland
Niedersachsen:
- Astrup
- Addrup
- Deindrup
- Düngstrup
- Listrup
- Eystrup
- Hastrup
- Holtrop
- Holtrup, Bauerschaft in Langförden
- Holtrup, Gemeinde Schweringen
- Lechtrup
- Mündrup
- Mentrup
- Natrup, Gemeinde Hagen am Teutoburger Wald
- Natrup, Gemeinde Hilter am Teutoburger Wald
- Nendorp
- Nortrup
- Oldendorp
- Ondrup
- Rentrup
- Schleptrup
- Sentrup
- Settrup
- Suttrup
- Voxtrup
- Wettrup
- Woltrup
- Wunstorf

Nordrhein-Westfalen:
- Antrup
- Barntrup
- Bentorf
- Bentrop
- Bechtrup
- Bentrup, Stadt Detmold
- Bentrup Stadt Barntrup
- Bistrup (Extertal)
- Blintrop
- Bottrop
- Brochtrup
- Brüntrup
- Buxtrup
- Castrop
- Dehlentrup
- Dörentrup
- Echtrop
- Ehrentrup
- Entrup, Gemeinde Altenberge
- Entrup, Stadt Lemgo
- Entrup, Stadt Nieheim
- Erpentrup
- Finnentrop
- Freientrop
- Frentrop
- Frintrop
- Gartrop
- Göstrup
- Grastrup
- Hattrop
- Heintrop
- Henstorf
- Herkentrup
- Herrntrop

- Herrentrup
- Hillentrup
- Hiltrop
- Hiltrup
- Holtrop
- Holtrup
- Höntrop
- Höntrup
- Hultrop
- Huttrop
- Istrup, Stadt Blomberg
- Istrup, Stadt Brakel
- Katrop
- Krentrup
- Küntrop
- Lanstrop
- Leistrup
- Lochtrop
- Lochtrup
- Matorf
- Natrop
- Natrup
- Ochtrup
- Oeventrop
- Oldentrup
- Ondrup, Stadt Lüdinghausen
- Ondrup, Stadt Selm
- Ontrup,

Blomberg Ortsteile Herrentrup

- Oventrop, früher Landgut in Altena
- Ribbentrup
- Röhrentrup
- Schwelentrup
- Sentrup
- Sibbentrup
- Stentrop
- Suttrop
- Tintrup
- Uebbentrup
- Uentrop, Stadt Arnsberg
- Uentrop, Stadt Hamm
- Uerentrup
- Vintrup, Straße Vintrup in Ennigerloh
- Waltrop
- Waltrup
- Wellentrup
- Welstorf
- Westorf
- Westrup, Stadt Haltern am See
- Westrup, Stadt Lüdinghausen
- Westrup, Gemeinde Stemwede
- Wissentrup

Sachsen:
- Wilsdruff

Schleswig-Holstein:
- Achtrup
- Dollerup
- Estrup
- Frörup
- Hörup
- Hürup
- Munkbrarup
- Norderbrarup
- Sörup
- Sterup
- Süderbrarup
- Sünderup
- Tremmerup

Thüringen:
- Ohrdruf

### Dänemark
- Bjolderup
- Døstrup
- Glostrup
- Istrup
- Jerup
- Jystrup
- Kastrup
- Krengerup
- Mårup
- Nordrup
- Pandrup
- Randerup Sogn
- Sørup
- Suldrup
- Terndrup
- Vamdrup

### Schweden
- Skurup